# مع حصة قلم (مسلسل)
مع حصة قلم ، هو مسلسل كويتي عرض في رمضان عام 2018. هو مسلسل درامي اجتماعي تدور أحداث المسلسل حول امرأة تعاني من النسيان المتكرر للأحداث التي حصلت حولها. مما يضطرها إلى أن تحتفظ بورقة وقلم لتدوين أبرز الأمور، وينتهي الأمر بعدة دروس اجتماعية وكوميدية. وهو من كتابة علي الدوحان ومن إخراج مناف عبدال. كذلك هو من بطولة عدة ممثلين منهم: حياة الفهد ومحمد جابر وباسم عبد الأمير وزهرة الخرجي ومشاري البلام وعبير أحمد.

## طاقم العمل
- حياة الفهد حصه
- محمد جابر بو مشاري
- زهرة الخرجي نورة
- باسم عبد الأمير بوسياف
- مشاري البلام فارس
- عبير أحمد سلوى
- يعقوب عبد الله مشاري
- حسين المهدي مبارك
- ياسة سميرة
- عبد الله الطليحي علي
- نواف النجم سيف
- نور الغندور تاليا
- إلهام علي كوثر
- غرور كريمة
- نادية كرم
- فهد الصالح مصعب
- رتاج العلي فاطمة
- شهد الكندري ابيار
- شعبان عباس
- مناير
- سعاد الحسيني
- أحمد السهلي
- شهد سلمان
- سعد كنعان
- أحمد البلوشي
- سليمان اليحيوح
- عادل الخليفة
- رشا الفرس
- لطيفة الزامل
- مبارك الشطي
- عباس خليفي
- ريم التيتون
- حميدة
- سعود بهبهاني
- مبارك الرفاعي
- باسل عبدال
- يامن المهدي